# میمونه بنت حارث
میمونه دختر حارث هلالیه یکی از همسران محمد پیامبر اسلام بود.
نام کامل وی: میمونه بنت الحارث بن حزن بن بجیر بن الهرم بن روبیه بن عبدالله بن هلال بن عامر بن صعصعه. مادرش: هند بنت عوف بن زهیر بن الحارث بن حماطه بن حمیر. نامش بُّره بود، محمد نامش را میمونه گذاشت.
میمونه در زمان ازدواج با محمد ۳۶ سال سن داشت. میمونه خواهر ناتنی زینب بنت خزیمه الهلالیه (که پس از مرگ او محمد با میمونه ازدواج کرد) یکی دیگر از زنان محمد بود. میمونه ۳ سال با محمد زندگی کرد و ۴۴ سال پس از محمد در سن ۸۰ سالگی درگذشت.